# Guatteria pavonii
Guatteria pavonii är en kirimojaväxtart som beskrevs av George Don jr. Guatteria pavonii ingår i släktet Guatteria och familjen kirimojaväxter. Inga underarter finns listade i Catalogue of Life.